# Athlétisme aux Jeux d'Amérique centrale et des Caraïbes de 2014
Navigation
édition 2010 édition 2018
Les épreuves d'athlétisme des Jeux d'Amérique centrale et des Caraïbes de 2014 se déroulent du 23 au 30 novembre 2014 à Xalapa au Mexique, au sein du Estadio Heriberto Jara Corona, les épreuves du marathon et de la marche ayant lieu quant à elles à Veracruz.

## Résultats

### Hommes
| Épreuve | Or                                                                 | Or               | Argent                                                                                     | Argent          | Bronze                                                                         | Bronze          |
| --- | ------------------------------------------------------------------ | ---------------- | ------------------------------------------------------------------------------------------ | --------------- | ------------------------------------------------------------------------------ | --------------- |
| 100 m | Rolando Palacios Honduras                                          | 10 s 27          | Levi Cadogan Barbade                                                                       | 10 s 27         | Yaniel Carrero Cuba                                                            | 10 s 28         |
| 200 m | Roberto Skyers Cuba                                                | 20 s 47          | Reynier Mena Cuba                                                                          | 20 s 54         | José Carlos Herrera Mexique                                                    | 20 s 63         |
| 400 m | Raidel Acea Cuba                                                   | 45 s 36          | Yoandys Lescay Cuba                                                                        | 45 s 56         | Alberth Bravo Venezuela                                                        | 45 s 82         |
| 800 m | Andy González Cuba                                                 | 1 min 45 s 73    | Rafith Rodríguez Colombie                                                                  | 1 min 45 s 74   | Wesley Vázquez Porto Rico                                                      | 1 min 46 s 05   |
| 1 500 m | Andy González Cuba                                                 | 3 min 45 s 52    | Pablo Solares Mexique                                                                      | 3 min 45 s 62   | Christopher Sandoval Mexique                                                   | 3 min 47 s 55   |
| 5 000 m | Juan Luis Barrios Mexique                                          | 14 min 15 s 98   | Iván Dario González Colombie                                                               | 14 min 25 s 16  | Mario Pacay Guatemala                                                          | 14 min 27 s 34  |
| 10 000 m | Juan Luis Barrios Mexique                                          | 29 min 13 s 63   | Juan Carlos Romero Mexique                                                                 | 29 min 28 s 32  | Iván Dario González Colombie                                                   | 29 min 41 s 31  |
| 110 m haies | Yordan Luis O'Farrill Cuba                                         | 13 s 46          | Jhoanis Portilla Cuba                                                                      | 13 s 53         | Greggmar Swift Barbade                                                         | 13 s 59         |
| 400 m haies | Omar Cisneros Cuba                                                 | 49 s 56          | Eric Alejandro Porto Rico                                                                  | 50 s 05         | Leslie Murray Îles Vierges des États-Unis                                      | 50 s 21         |
| 3000 m steeple | Marvin Blanco Venezuela                                            | 8 min 43 s 76    | José Peña Venezuela                                                                        | 8 min 45 s 04   | Luis Enrique Ibarra Mexique                                                    | 8 min 48 s 42   |
| 4 × 100 m | Cuba César Yadiel Ruiz Reynier Mena Yadier Luis Yaniel Carrero     | 38 s 94          | République dominicaine Gustavo Cuesta Yoandry Andújar Stanly del Carmen Yancarlos Martínez | 39 s 01         | Venezuela Alberto Aguilar Dubeiker Cedeño Álvaro Cassiani Arturo Ramírez       | 39 s 22         |
| 4 × 400 m | Cuba William Collazo Raidel Acea Osmaidel Pellicier Yoandys Lescay | 3 min 0 s 70 CR  | Venezuela Alberto Aguilar Alberth Bravo José Meléndez Freddy Mezones                       | 3 min 01 s 80   | Colombie Bernardo Baloyes Carlos Andrés Lemos Diego Palomeque Rafith Rodríguez | 3 min 02 s 52   |
| Marathon | Richer Pérez Cuba                                                  | 2 h 19 min 13    | José Amado García Guatemala                                                                | 2 h 19 min 45   | Daniel Vargas Mexique                                                          | 2 h 20 min 27   |
| 20 km marche | Horacio Nava Mexique                                               | 1 h 25 min 05 s  | Éider Arévalo Colombie                                                                     | 1 h 26 min 03 s | José Leonardo Montaña Colombie                                                 | 1 h 27 min 30 s |
| 50 km marche | Erick Barrondo Guatemala                                           | 3 h 49 min 40 CR | Omar Zepeda Mexique                                                                        | 3 h 52 min 45   | Cristián David Berdeja Mexique                                                 | 3 h 53 min 39   |
| Saut en hauteur | Sergio Mestre Cuba                                                 | 2,26 m           | Eure Yáñez Venezuela                                                                       | 2,26 m          | Ryan Ingraham Bahamas                                                          | 2,24 m          |
| Saut à la perche | Lázaro Borges Cuba                                                 | 5,30 m           | Yankier Lara Cuba                                                                          | 5,10 m          | Raúl Alejandro Ríos Mexique                                                    | 5,00 m          |
| Saut en longueur | David Registe Modèle:DMN                                           | 7,79 m           | Muhammad Halim Îles Vierges des États-Unis                                                 | 7,75 m          | Yunior Díaz Cuba                                                               | 7,66 m          |
| Triple saut | Ernesto Revé Cuba                                                  | 16,94 m          | Lázaro Martínez Cuba                                                                       | 16,91 m         | Yordanys Durañona García République dominicaine                                | 16,67 m         |
| Lancer du poids | Mario Cota Mexique                                                 | 19,30 m          | Stephen Sáenz Mexique                                                                      | 19,27 m         | Raymond Brown Jamaïque                                                         | 18,30 m         |
| Lancer du disque | Jorge Fernández Cuba                                               | 63,17 m          | Mauricio Ortega Colombie                                                                   | 60,69 m         | Mario Cota Mexique                                                             | 58,21 m         |
| Lancer du marteau | Roberto Janet Cuba                                                 | 74,11 m          | Reinier Mejías Cuba                                                                        | 71,81 m         | Roberto Sawyers Costa Rica                                                     | 70,66 m         |
| Lancer du javelot | Guillermo Martínez Cuba                                            | 79,27 m          | Juan José Méndez Mexique                                                                   | 76,80 m         | Osmany Laffita Cuba                                                            | 76,28 m         |
| Décathlon | Yordanis García Cuba                                               | 7 854 pts        | José Ángel Mendieta Cuba                                                                   | 7 517 pts       | Roman Garibay Mexique                                                          | 7 243 pts       |
| Records et Performances - AR : Record continental (area record) - CR : Record des championnats (championship record) - MR : Record du meeting (meet record) - NR : Record national (national record) - OR : Record olympique (olympic record) - PR : Record paralympique (paralympic record) - PB : Record personnel (personal best) - SB : Meilleure performance personnelle de la saison (season's best) - WL : Meilleure performance mondiale de l'année (world leader) - WJR : Record du monde junior (world junior record) - WR : Record du monde (world record) Circonstances et Conditions - DNF : N'a pas terminé (did not finish) - DNS : N'a pas pris le départ (did not start) - DQ : Disqualification (disqualification) - NM : Aucun essai valable enregistré (No Mark) - Q : Qualifié « directement » au prochain tour (ou à la prochaine compétition), lors d'une compétition majeure, grâce au classement ou à la réalisation des minima (automatic qualifier) - q : Qualifié au prochain tour (ou à la prochaine compétition), lors d'une compétition majeure, grâce au repêchage ou à la réalisation de l'une des meilleures performances parmi celles des « non qualifiés directement » (grâce au meilleur temps ou à la meilleure distance par exemple) (secondary qualifier) |                                                                    |                  |                                                                                            |                 |                                                                                |                 |

### Femmes
| Épreuve | Or                                                                                | Or                           | Argent                                                                                 | Argent                    | Bronze                                                                              | Bronze                    |
| --- | --------------------------------------------------------------------------------- | ---------------------------- | -------------------------------------------------------------------------------------- | ------------------------- | ----------------------------------------------------------------------------------- | ------------------------- |
| 100 m (Vent : +1,5 m/s) | Andrea Purica Venezuela                                                           | 11 s 29                      | Nediam Vargas Venezuela                                                                | 11 s 43                   | LaVerne Jones Îles Vierges des États-Unis                                           | 11 s 54                   |
| 200 m (Vent : -1,8 m/s) | Nercely Soto Venezuela                                                            | 23 s 14                      | María Alejandra Idrobo Colombie                                                        | 23 s 52                   | Allison Peter Îles Vierges des États-Unis                                           | 23 s 54                   |
| 400 m | Lisneidys Inés Veitía Cuba                                                        | 51 s 72                      | Daisiuramis Bonne Cuba                                                                 | 52 s 49                   | Yenifer Padilla Colombie                                                            | 52 s 95                   |
| 800 m | Rose Mary Almanza Cuba                                                            | 2 min 00 s 79                | Cristina Guevara Mexique                                                               | 2 min 01 s 68             | Gabriela Medina Mexique                                                             | 2 min 02 s 36             |
| 1500 m | Muriel Coneo Colombie                                                             | 4 min 14 s 84 CR             | Cristina Guevara Mexique                                                               | 4 min 16 s 51             | Adriana Muñoz Cuba                                                                  | 4 min 20 s 50             |
| 5000 m | Brenda Flores Mexique                                                             | 16 min 02 s 64 CR            | Sandra López Mexique                                                                   | 16 min 13 s 23            | Yudileyvis Castillo Cuba                                                            | 16 min 16 s 21            |
| 10 000 m | Brenda Flores Mexique                                                             | 35 min 54 s 44               | Kathya García Mexique                                                                  | 36 min 23 s 32            | Yudileyvis Castillo Cuba                                                            | 36 min 29 s 04            |
| 100 m haies (Vent : -0,8 m/s) | Lina Marcela Flórez Colombie                                                      | 13 s 19                      | Briggite Merlano Colombie                                                              | 13 s 19                   | Kierre Beckles Barbade                                                              | 13 s 47                   |
| 400 m haies | Zudikey Rodríguez Mexique                                                         | 56 s 79                      | Magdalena Mendoza Venezuela                                                            | 57 s 67                   | Zurian Hechavarria Cuba                                                             | 57 s 74                   |
| 3 000 m steeple | Ángela Figueroa Colombie                                                          | 10 min 05 s 25               | Muriel Coneo Colombie                                                                  | 10 min 07 s 94            | Beverly Ramos Porto Rico                                                            | 10 min 08 s 39            |
| 4 × 100 m | Venezuela Nediam Vargas Andrea Purica Nelsibeth Villalobos Nercely Soto           | 43 s 53                      | Colombie Lina Marcela Flórez María Alejandra Idrobo Darlenis Obregón Eliecith Palacios | 44 s 02                   | Cuba Geylis Montes Arialis Gandulla Greter Guillén Dulaimi Debora Odelin            | 44 s 19                   |
| 4 × 400 m | Cuba Lisneidys Inés Veitía Gilda Isbely Casanova Yameisi Borlot Daisiuramis Bonne | 3 min 29 s 69                | Mexique Natali Brito Gabriela Medina Mariel Espinosa Zudikey Rodríguez                 | 3 min 33 s 16             | Colombie Norma González Zulley Melissa Torres Yenifer Padilla Evelis Jazmin Aguilar | 3 min 34 s 14             |
| Marathon | Margarita Hernández Mexique                                                       | 2 h 41 min 16 s CR           | Dailín Belmonte Cuba                                                                   | 2 h 42 min 01 s           | Zuleima Amaya Venezuela                                                             | 2 h 42 min 27 s           |
| 20 km marche | Mirna Ortiz Guatemala                                                             | 1 h 35 min 43 s CR           | Sandra Arenas Colombie                                                                 | 1 h 36 min 29 s           | Ingrid Hernández Colombie                                                           | 1 h 37 min 11 s           |
| Saut en hauteur | Levern Spencer Sainte-Lucie                                                       | 1,89 m                       | Priscilla Frederick Antigua-et-Barbuda                                                 | 1,83 m                    | Kashany Ríos Panama                                                                 | 1,80 m                    |
| Saut à la perche | Yarisley Silva Cuba                                                               | 4,60 m CR                    | Diamara Planell Porto Rico                                                             | 4,15 m                    | Robeilys Peinado Venezuela                                                          | 4,15 m                    |
| Saut en longueur | Chantel Malone Îles Vierges britanniques                                          | 6,46 m (Vent : -0,3 m/s)     | Irisdaymi Herrera Cuba                                                                 | 6,36 m (Vent : +0,9 m/s)  | Zoila Flores Mexique                                                                | 6,26 m (Vent : +1,0 m/s)  |
| Triple saut | Caterine Ibargüen Colombie                                                        | 14,57 m (Vent : -0,4 m/s) CR | Dailenys Alcántara Cuba                                                                | 14,09 m (Vent : -0,3 m/s) | Yosiri Urrutia Colombie                                                             | 13,89 m (Vent : +0,3 m/s) |
| Lancer du poids | Cleopatra Borel Trinité-et-Tobago                                                 | 18,99 m                      | Yaniuvis López Cuba                                                                    | 17,88 m                   | Sandra Lemos Colombie                                                               | 17,50 m                   |
| Lancer du disque | Denia Caballero Cuba                                                              | 64,47 m CR                   | Yaime Pérez Cuba                                                                       | 62,42 m                   | Johana Martínez Colombie                                                            | 56,27 m                   |
| Lancer du marteau | Yipsi Moreno Cuba                                                                 | 71,35 m CR                   | Yurisleydi Ford Cuba                                                                   | 69,62 m                   | Eli Johana Moreno Colombie                                                          | 67,77 m                   |
| Lancer du javelot | Flor Denis Ruíz Colombie                                                          | 63,80 m CR                   | Abigail Gómez Mexique                                                                  | 57,28 m                   | Coralys Ortiz Porto Rico                                                            | 54,53 m                   |
| Heptathlon | Yorgelis Rodríguez Cuba                                                           | 5 984 pts CR                 | Yusleidys Mendieta Cuba                                                                | 5 819 pts                 | Alysbeth Felix Porto Rico                                                           | 5 721 pts                 |
| Records et Performances - AR : Record continental (area record) - CR : Record des championnats (championship record) - MR : Record du meeting (meet record) - NR : Record national (national record) - OR : Record olympique (olympic record) - PR : Record paralympique (paralympic record) - PB : Record personnel (personal best) - SB : Meilleure performance personnelle de la saison (season's best) - WL : Meilleure performance mondiale de l'année (world leader) - WJR : Record du monde junior (world junior record) - WR : Record du monde (world record) Circonstances et Conditions - DNF : N'a pas terminé (did not finish) - DNS : N'a pas pris le départ (did not start) - DQ : Disqualification (disqualification) - NM : Aucun essai valable enregistré (No Mark) - Q : Qualifié « directement » au prochain tour (ou à la prochaine compétition), lors d'une compétition majeure, grâce au classement ou à la réalisation des minima (automatic qualifier) - q : Qualifié au prochain tour (ou à la prochaine compétition), lors d'une compétition majeure, grâce au repêchage ou à la réalisation de l'une des meilleures performances parmi celles des « non qualifiés directement » (grâce au meilleur temps ou à la meilleure distance par exemple) (secondary qualifier) |                                                                                   |                              |                                                                                        |                           |                                                                                     |                           |

## Tableau des médailles
| Rang  | Nation | Or | Argent | Bronze | Total |
| ----- | ------ | -- | ------ | ------ | ----- |
| 1     | CUB    | 23 | 15     | 8      | 46    |
| 2     | MEX    | 8  | 11     | 10     | 29    |
| 3     | COL    | 5  | 9      | 10     | 24    |
| 4     | VEN    | 4  | 5      | 4      | 13    |
| 5     | GUA    | 2  | 1      | 1      | 4     |
| 6     | DMA    | 1  | 0      | 1      | 2     |
| 7     | IVB    | 1  | 0      | 0      | 1     |
| 7     | HON    | 1  | 0      | 0      | 1     |
| 7     | LCA    | 1  | 0      | 0      | 1     |
| 7     | TTO    | 1  | 0      | 0      | 1     |
| 11    | PUR    | 0  | 2      | 4      | 6     |
| 12    | ISV    | 0  | 1      | 3      | 4     |
| 13    | BAR    | 0  | 1      | 2      | 3     |
| 14    | ATG    | 0  | 1      | 0      | 1     |
| 14    | DOM    | 0  | 1      | 0      | 1     |
| 16    | BAH    | 0  | 0      | 1      | 1     |
| 16    | CRC    | 0  | 0      | 1      | 1     |
| 16    | JAM    | 0  | 0      | 1      | 1     |
| 16    | PAN    | 0  | 0      | 1      | 1     |
| Total | Total  | 47 | 47     | 47     | 181   |